# Phalops glauningi
Phalops glauningi là một loài bọ cánh cứng trong họ Bọ hung (Scarabaeidae).